# 5123 Cynus
5123 Cynus eller 1989 BL är en trojansk asteroid i Jupiters lagrangepunkt L4. Den upptäcktes 28 januari 1989 av den japanska astronomen Yoshiaki Oshima vid Gekko-observatoriet. Den är uppkallad efter hamnstaden Cynus i den grekiska mytologin.
Asteroiden har en diameter på ungefär 35 kilometer.